# Corina Indrei
Corina Indrei (Cluj-Napoca, 15 marzo 1985) è una schermitrice rumena, specialista del fioretto.

## Biografia
Nei campionati europei di scherma ha conquistato una medaglia d'oro nella gara di fioretto a squadre a Copenaghen nel 2004.

## Palmarès
In carriera ha conseguito i seguenti risultati:
- Europei di scherma

Copenaghen 2004: oro nel fioretto a squadre.